# Tadaima, Okaeri
Tadaima, Okaeri (ただいま、おかえり?) conocida como Welcome Home en inglés, es una serie de manga japonesa yaoi de la vida escrita por Ichi Ichikawa. Se ha publicado por entregas en la revista de antología Omegaverse Project de Fusion Product desde noviembre de 2015 y se ha recopilado en cuatro volúmenes de tankōbon. La serie está publicada en inglés por ComiXology. Una adaptación de la serie de televisión de anime producida por Studio Deen se estrenó en abril de 2024.

## Personajes
Masaki Fujiyoshi (藤吉 真生 Fujiyoshi Masaki?)
 Seiyū: Atsushi Tamaru
Hiromu Fujiyoshi (藤吉 弘 Fujiyoshi Hiromu?)
 Seiyū: Toshiyuki Morikawa
Hikari Fujiyoshi (藤吉 輝 Fujiyoshi Hikari?)
 Seiyū: Atsumi Tanezaki
Yūki Hirai (平井 祐樹 Hirai Yūki?)
 Seiyū: Taku Yashiro
Tomohiro Matsuo (松尾 知泰 Matsuo Tomohiro?)
 Seiyū: Kohsuke Toriumi
Hinata Fujiyoshi (藤吉 陽 Fujiyoshi Hinata?)
 Seiyū: Konomi Kohara
Aoto Mochizuki (望月 仰人 Mochizuki Aoto?)
 Seiyū: Shintarō Asanuma
Michiru Mochizuki (望月 満 Mochizuki Michiru?)
 Seiyū: Kaede Hondo
Yūto Matsuo (松尾 優人 Matsuo Yūto?)
 Seiyū: Toshiki Masuda
Shūto Matsuo (松尾 秀人 Matsuo Shūto?)
 Seiyū: Kazuyuki Okitsu

## Contenido de la obra

### Anime
Se anunció una adaptación al anime el 28 de septiembre de 2023. Más tarde se reveló que era una serie de televisión producida por Studio Deen y dirigida por Shinji Ishihira, con guiones escritos por Yoshiko Nakamura y diseños de personajes a cargo de Mina Ōsawa. Se estrenará el 9 de abril de 2024 en Tokyo MX y otras redes. El tema de apertura, "Futatsu no Kotoba", es interpretado por Madkid, mientras que el tema final "Tsunagiai", es interpretado por Takayoshi Tanimoto. Crunchyroll obtuvo la licencia de la serie fuera de Asia.